# Джуссаго
Джуссаго (итал. Giussago) — коммуна в Италии, располагается в регионе Ломбардия, подчиняется административному центру Павия. Находится в 20 км. южнее Милана и в 10 км. севернее г. Павии.
Население составляет 3880 человек, плотность населения составляет 162 чел./км². Занимает площадь 24 км². Почтовый индекс — 27010. Телефонный код — 0382.
В коммуне 8 сентября особо празднуется Рождество Пресвятой Богородицы.

## История
Коммуна Джуссаго в XV веке была известна как Юссагум (от лат. Iussagum). Коммуна сформирована из нескольких близлежащих мелких муниципалитетов. Окончательное их объединение и формирование коммуны проходило между концом XIX века и началом XX века. Непосредственно в самом городе Джуссаго проживает лишь треть населения всей коммуны.